# Kai Holm (Schauspieler)
Kai Emil Holm (* 4. März 1896 in Lemvig; † 10. Juli 1985 in Gentofte) war ein dänischer Schauspieler.

## Leben
Kai Holm wuchs als Sohn von Carl Andreas Holm († 1929) und dessen Frau Margrethe Sløk († 1933) in der norddänischen Kleinstadt Lemvig auf. Nach seinem Schulabschluss erlernte er zunächst den Beruf des Malers und Lackierers.
Er absolvierte seine Schauspielausbildung von 1922 bis 1925 an der Eleveskole des Königlichen Theaters Kopenhagen, wo er auch sein Bühnendebüt als Darsteller hatte. Als Bühnendarsteller wirkte er in zahlreichen Theaterstücken, Operetten, Musicals, Varieté-Shows und in Kabarett-Programmen mit, so unter anderem auch am Folketeatret, am Betty-Nansen-Theater, am Odense Teater, am Aarhus Teater oder am Theater Helsingør. In seiner rund sechs Jahrzehnte lang andauernden Karriere wirkte er als Schauspieler vor der Kamera von 1927 bis 1984 in über 60 Film-und-Fernsehproduktionen mit. Zu Beginn seiner Karriere spielte er noch in fünf Stummfilmen mit. In den 1950er-Jahren führte er bei zwei Spielfilmen die Regie. Darüber hinaus war er auch als Drehbuchautor tätig. Zudem war er als Synchronsprecher für Zeichentrickfilme aktiv, wie beispielsweise für Pinocchio. Holm war langjähriges Mitglied im dänischen Schauspielverband und im Staatlichen Theaterrat. Im Jahr 1954 wurde er mit dem Dannebrogorden ausgezeichnet. Holm war bis ins hohe Alter schauspielerisch aktiv. Er starb am 10. Juli 1985 im Alter von 89 Jahren in seinem langjährigen Wohnort Gentofte. Seine Grabstätte befindet sich auf dem Mariebjerg-Kirkegard.

## Filmografie (Auswahl)
- 1927: Vester Vov-Vov
- 1931: Knall und Fall
- 1937: Inkognito
- 1940: Aus guten, alten Zeiten
- 1940: Sørensen und Rasmussen
- 1942: Forellen
- 1946: Ditte – ein Menschenkind
- 1951: Erasmus Montanus
- 1954: Karen, Maren und Mette
- 1955: Heute und alle Tage
- 1958: Ullabella
- 1961: Axel und Valborg
- 1962: Verrat auf Befehl
- 1964: Tod bei Tisch
- 1965: Die Flottenpflaume
- 1966: Der Bettelprinz
- 1967: Vergiß nicht, deine Frau zu küssen
- 1972: Professor Bumskes Liebesschule
- 1973: Bandet
- 1977: E Bindstouw
- 1984: Niels Klims underjordiske Rejse